# Brian Mulroney

Brian Mulroney (1984)

Martin Brian Mulroney PC, CC, GOQ (* 20. März 1939 in Baie-Comeau, Québec; † 29. Februar 2024 in Palm Beach, Florida, Vereinigte Staaten), überwiegend als Brian Mulroney bekannt, war ein kanadischer Politiker, Rechtsanwalt und Geschäftsmann. Er war der 18. Premierminister des Landes und regierte vom 17. September 1984 bis zum 25. Juni 1993. Von 1983 bis 1993 war er auch Vorsitzender der Progressiv-konservativen Partei Kanadas.
Mulroney studierte Politik- und Rechtswissenschaft. Anschließend zog er nach Montreal. Der Sohn irischer Einwanderer machte zunächst Karriere als Rechtsanwalt für Arbeitsrecht. Obwohl er noch kein politisches Amt ausgeübt hatte, strebte er 1976 die Wahl zum Parteivorsitzenden der Progressiv-Konservativen an. 1977 bis 1983 war er Präsident der Iron Ore Company of Canada, eines Bergbauunternehmens, das auf Eisenerz spezialisiert war und dessen wichtigste Mine in Schefferville 1982 geschlossen wurde. 1983 schaffte er es im zweiten Anlauf, zum Parteivorsitzenden gewählt zu werden. 1984 errang seine Partei einen überwältigenden Wahlsieg: Mit einer absoluten Mehrheit der Wählerstimmen errang sie mit 211 von 282 Sitzen die höchste Anzahl von Parlamentssitzen einer Partei in der kanadischen Geschichte. In seine erste Amtszeit fällt die Aushandlung des Freihandelsabkommens NAFTA mit den USA.
Seine zweite Amtszeit ab 1988 war von zahlreichen Kontroversen geprägt. Zweimal scheiterten Verfassungsreformen, mit denen die französischsprachige Provinz Québec mehr Autonomie erhalten hätte. Eine schwere Rezession, nicht eingehaltene Wahlversprechen und die umstrittene Einführung einer neuen Mehrwertsteuer führten zu den schlechtesten Werten in Meinungsumfragen, die ein kanadischer Regierungschef jemals erzielte, sowie zur Zersplitterung seiner Partei. In der Außenpolitik stärkte Mulroney die Beziehungen Kanadas zu den Vereinigten Staaten und stellte sich gegen das Apartheidregime in Südafrika; innerhalb des Commonwealth setzte er sich für eine Sanktionierung des Landes ein. Mulroneys Amtszeit wurde überschattet von dem Bombenanschlag auf den Air-India-Flug 182, dem größten Massenmord in der kanadischen Geschichte, wobei seine Reaktion auf den Anschlag kritisiert wurde. Mulroney machte den Umweltschutz zu einem Schwerpunktthema seiner Regierung: Er schloss mit den Vereinigten Staaten ein Abkommen über die Bekämpfung des sauren Regens, brachte Kanada dazu, als erstes Industrieland das Übereinkommen über die biologische Vielfalt zu ratifizieren, richtete mit Bruce Peninsula und South Moresby wichtige neue Nationalparks ein und brachte den Canadian Environmental Assessment Act und den Canadian Environmental Protection Act durch das Parlament. Vier Monate nach seinem Rücktritt im Juni 1993 erlitten die Progressiv-Konservativen die schwerste Wahlniederlage einer Regierungspartei in der Geschichte Kanadas. Mulroney war seither als Unternehmensberater und Aufsichtsrat verschiedener internationaler Konzerne tätig. Negatives Aufsehen erregte seine  Verwicklung in einen Bestechungsskandal.

## Biografie

### Jugend und Studium
Mulroney wurde in Baie-Comeau geboren, einer Kleinstadt im Nordosten der überwiegend französischsprachigen Provinz Québec. Seine Mutter Irene O’Shea und sein Vater Benedict Mulroney, der in einer Papierfabrik als Elektriker arbeitete, waren beide aus Irland eingewandert und alle ihre sechs Kinder wuchsen deshalb zweisprachig auf. Da in Baie-Comeau wegen des damals strikt nach Konfessionen getrennten Schulsystems keine englischsprachige Schule für Katholiken existierte, erhielt Mulroney seine Mittelschulbildung in Chatham in der Provinz New Brunswick, an einem von der St. Thomas University geführten katholischen Internat.
Ab 1955 studierte Mulroney Recht an der Saint Francis Xavier University in Antigonish (Nova Scotia). Dort begann er sich für Politik zu interessieren, nachdem er sich mit dem späteren Senator Lowell Murray befreundet hatte. Mulroney trat der Jugendorganisation der Progressiv-konservativen Partei bei. Er war 1956 Jugenddelegierter am Parteitag und unterstützte als Mitglied des Komitees Youth for Diefenbaker („Jugend für Diefenbaker“) bei der Wahl des Parteivorsitzenden den späteren Premierminister John Diefenbaker. In seiner Zeit an der St. Francis Xavier University gewann Mulroney mehrere Redewettbewerbe, war ein herausragendes Mitglied des Debattierklubs der Schule und verlor keine Debatte zwischen Universitäten. Er war auch in der Campus-Politik sehr aktiv und nahm mit Auszeichnung an mehreren Modellparlamenten teil. 1958 war er Premierminister des Campus in einem Maritimes-weiten Modellparlament. Mulroney unterstützte 1958 den nationalen Wahlkampf auf lokaler Ebene in Nova Scotia, eine Kampagne, die zur größten Mehrheit in der Geschichte des kanadischen Unterhauses führte. Nach seinem Abschluss in Politikwissenschaften an der St. Francis Xavier School im Jahr 1959 studierte Mulroney an der Dalhousie Law School in Halifax. Im darauf folgenden Jahr unterstützte er den Wahlkampf des Premierministers von Nova Scotia, Robert Stanfield. Mulroney vernachlässigte wegen seines politischen Engagements sein Studium und musste schließlich wegen einer schweren Krankheit ein Semester ausfallen lassen. Er setzte sein Studium an der Université Laval in der Stadt Québec fort. Dort lernte er zahlreiche Personen kennen, die später ebenfalls politische Karriere machten. Dazu gehörten Lucien Bouchard (späterer Premierminister von Québec) und der damalige Präsident des Studentenverbandes, Joe Clark (späterer kanadischer Premierminister). Im Sommer 1962 war er während der Semesterpause temporär als Assistent des Landwirtschaftsministers Alvin Hamilton tätig und organisierte dessen Wahlkampf.

### Berufsleben und Einstieg in die Politik
1964 schloss Mulroney sein Studium ab und begann für Howard, Cate, Ogilvy in Montreal zu arbeiten, der damals größten Anwaltskanzlei in den Commonwealth-Staaten (heute Ogilvy Renault). Beim Anwaltsexamen scheiterte Mulroney zweimal. 1965 schaffte er es beim dritten Anlauf, wurde in die Rechtsanwaltskammer der Provinz Québec aufgenommen und spezialisierte sich auf Arbeitsrecht. Er bewies Geschick als Vermittler und konnte mehrere Streiks mit ausgehandelten Einigungen beilegen. Hierbei lernte er den Anwalt W. David Angus von Stikeman Elliott kennen, der später ein wertvoller Geldgeber für seine Kampagnen werden sollte. Außerdem lernte er den damaligen Stikeman-Elliott-Anwalt Stanley Hartt kennen, der ihm später als Stabschef in seiner politischen Karriere entscheidend zur Seite stand.
Während des Parteitages der Progressiv-Konservativen 1968 trug Mulroney entscheidend zu Robert Stanfields Sieg bei der Wahl zum neuen Vorsitzenden bei und wurde zu einem seiner wichtigsten Berater. Mulroneys beruflicher Ruf wurde weiter gestärkt, als er einen Streik bei der Montrealer Zeitung La Presse beendete, der als unlösbar galt. Dadurch wurden Mulroney und der Eigentümer der Zeitung, der kanadische Geschäftsmann Paul Desmarais, zu Freunden. Mulroneys Anwaltskanzlei machte ihn 1971 zum Partner. Am 26. Mai 1973 heiratete der 34-jährige Mulroney die 15 Jahre jüngere, aus Sarajevo stammende Milica („Mila“) Pivnički, die ihr Ingenieursstudium an der Concordia University abbrach. Das Paar hat eine Tochter und drei Söhne. Das zweitälteste Kind, Ben Mulroney, ist ein bekannter Moderator beim kanadischen Fernsehsender CTV. Seine Tochter, Caroline Mulroney, ist seit 2019 Verkehrsministerin von Ontario und Ministerin für frankophone Angelegenheiten. Mark und Nicolas arbeiten beide in der Finanzbranche in Toronto.
Robert Bourassa, der Premierminister von Québec, setzte 1974 die überparteiliche Cliche-Kommission ein, um die Ursachen von Gewalt und Korruption in der Bauwirtschaft zu untersuchen, insbesondere bei den Wasserkraft-Projekten in der Region um die James Bay. Geleitet wurde die Kommission von Robert Cliche, einem Politiker der Neuen Demokratischen Partei, der seinen ehemaligen Studenten Mulroney in diese berief. Mulroney wiederum ernannte Lucien Bouchard zu seinem Berater. Die Untersuchung deckte Verstrickungen der organisierten Kriminalität bei Gewerkschaften und Bauunternehmen auf. Da die Medien ausführlich über die Anhörungen berichteten, wurde Mulroney einer breiten Öffentlichkeit bekannt. Der Bericht der Cliche-Kommission wurde von der Regierung Bourassa weitgehend übernommen. Ein bemerkenswerter Vorfall war die Enthüllung, dass in die Kontroverse möglicherweise das Büro des Premierministers von Québec verwickelt war, als sich herausstellte, dass Paul Desrochers, Bourassas spezieller Assistent der Exekutive, sich mit dem Gewerkschaftsboss André Desjardins, dem so genannten „König des Baugewerbes“, getroffen hatte, um ihn um Hilfe bei der Durchführung einer Nachwahl zu bitten und ihm im Gegenzug zu garantieren, dass nur Unternehmen, die Arbeiter seiner Gewerkschaft beschäftigen, am James-Bay-Projekt arbeiten würden.
1976 erklärte Robert Stanfield, der die Unterhauswahl 1974 verloren hatte, seinen Rücktritt als Vorsitzender der Progressiv-konservativen Partei. Obwohl Mulroney zuvor noch nie ein politisches Amt ausgeübt hatte, wurde er dazu ermutigt, sich um seine Nachfolge zu bewerben. Mulroney und sein provinzieller Rivale Claude Wagner wurden beide als potenziell geeignet angesehen, das Ansehen der Partei in Quebec zu verbessern, das jahrzehntelang die Bundesliberalen unterstützt hatte. Mulroney hatte einige Jahre zuvor eine führende Rolle bei der Anwerbung Wagners für die Progressiv-konservativen Partei gespielt, und die beiden wurden zu Konkurrenten um die Delegierten aus Quebec, von denen Wagner die meisten für sich gewinnen konnte und Mulroney sogar daran hinderte, als stimmberechtigter Delegierter am Parteitag teilzunehmen. Er gab mit Abstand am meisten Geld für die Wahlkampagne aus, schied aber beim Parteitag nach dem dritten Wahlgang aus. Hauptgründe waren sein als „aalglatt“ empfundenes Auftreten, die fehlende parlamentarische Erfahrung und vage Positionen bei zahlreichen politischen Fragen. Es siegte schließlich in der vierten Runde eher überraschend der gleichaltrige Joe Clark.
Nach dieser Niederlage zog sich Mulroney zwischenzeitlich aus der Politik zurück. Er stieg aus der Anwaltskanzlei aus, wurde anschließend Vizepräsident des Bergbaukonzerns Iron Ore Company of Canada und 1977 deren Präsident. Auf seinen Erfahrungen als Anwalt im Arbeitsrecht aufbauend, verbesserte Mulroney die Beziehungen zu den Gewerkschaften. Gleichzeitig konnte er, nicht zuletzt aufgrund höherer Rohstoffpreise, den Profit des Unternehmens markant steigern. Er baute auch sein Beziehungsnetz in der Geschäftswelt aus. 1982 musste er die Schließung der Minen in Schefferville bekanntgeben. Da er aber eine einvernehmliche Lösung mit den betroffenen Arbeitern finden konnte, hatte dies keine negativen Auswirkungen auf sein Image.

### Parteivorsitzender
Joe Clark war es gelungen, bei der Unterhauswahl 1979 den liberalen Premierminister Pierre Trudeau aus dem Amt zu verdrängen. Doch da er über keine Mehrheit im Unterhaus verfügte, hielt seine Regierung nur neun Monate. Nach einem erfolgreichen Misstrauensvotum und einer vorgezogenen Neuwahl gelangte Trudeau im Februar 1980 erneut an die Macht. Obwohl er Clark in der Öffentlichkeit unterstützte, nutzte Mulroney seine weitreichenden Beziehungen in der Partei und begann, dessen Führungsposition zu untergraben. Als Clark beim Parteitag im Januar 1983 nur etwa zwei Drittel der Delegierten hinter sich bringen konnte, trat er als Parteivorsitzender zurück.
Beim darauf folgenden Parteitag im Juni 1983 kandidierte neben Clark auch Mulroney. Im Gegensatz zu 1976 trat er während der Wahlkampagne weitaus zurückhaltender auf. Auch konnte er mit viel beachteten Reden unter Beweis stellen, dass er durchaus politische Substanz vorzuweisen habe. Darüber hinaus war er der einzige perfekt zweisprachige Kandidat, was unabdingbar schien, um auch bei frankokanadischen Wählern Anklang zu finden. Nachdem Clark in den ersten drei Wahlgängen noch geführt hatte, setzte sich Mulroney schließlich im vierten Wahlgang mit 54 % der Stimmen durch. Mulroney wurde am 11. Juni 1983 zum Parteivorsitzenden gewählt. Am 25. August 1983 errang er bei einer Nachwahl im Wahlkreis Central Nova (Provinz Nova Scotia) einen Sitz im Unterhaus und war somit Oppositionsführer.
Pierre Trudeau trat im Juni 1984 zurück, sein Nachfolger wurde John Turner. Nur vier Tage nach Amtsantritt rief er eine Neuwahl aus, da er hoffte, von guten Umfragewerten profitieren zu können. Doch der Vorsprung der Liberalen Partei schmolz rasch dahin. Trudeau hatte in seinen letzten Amtstagen eine Vielzahl von Senatoren, Richtern und Aufsichtsräten in Staatsbetrieben ernannt, was von vielen als Begünstigung empfunden wurde. Turner widerrief diese Ernennungen nicht, da er sich an eine mit Trudeau getroffene Vereinbarung hielt, die er nicht brechen wollte. Dies trug ihm während des Wahlkampfs harsche Kritik seitens Mulroney ein.
Bei der Unterhauswahl am 4. September 1984 errangen die Progressiv-Konservativen 211 von 282 Sitzen und somit die größte Mehrheit in der kanadischen Geschichte, während die Liberalen mit nur 40 Sitzen das schlechteste Ergebnis überhaupt hinnehmen mussten. Besonders eindrücklich war der Wahlerfolg in Mulroneys Heimatprovinz Québec, wo die Progressiv-Konservativen 58 der 75 Sitze gewannen, gegenüber einem einzigen Sitz vier Jahre zuvor. Mulroney selbst wurde im Wahlkreis Manicouagan, in dem sein Geburtsort Baie-Comeau liegt, gewählt. Generalgouverneurin Jeanne Sauvé vereidigte ihn am 17. September als neuen Premierminister. 1984 ernannte die Canadian Press Mulroney zum zweiten Mal in Folge zum „Newsmaker of the Year“, womit er erst der zweite Premierminister war, der diese Auszeichnung sowohl vor seinem Amtsantritt als auch während seiner Amtszeit erhielt (der andere war Lester Pearson).

### Erste Amtszeit als Premierminister
Die erste konservative Regierung nach 26 Jahren wurde von vielen als willkommene Abwechslung betrachtet, doch bald ergaben sich Probleme. Viele Minister hatten wenig politische Erfahrung, was zu zahlreichen Interessenkonflikten und kleineren Skandalen führte. Obschon Mulroney über eine äußerst komfortable Mehrheit verfügte, war sein Handlungsspielraum eingeschränkt. Die Progressiv-konservative Partei war eine unsichere Koalition verschiedener Interessengruppen: Anhänger einer liberalen Gesellschaftspolitik, sozialkonservative Populisten aus Westkanada, Nationalisten aus Québec sowie Wirtschaftsvertreter aus Ontario und den atlantischen Provinzen.
Mulroney versuchte, die wichtigste Faktion, die Sozialkonservativen, auf seine Seite zu ziehen, indem er das unbeliebte National Energy Program einstellte und zahlreiche Vertreter Westkanadas in sein Kabinett berief (darunter Joe Clark als Außenminister). Allerdings verärgerte er diese Gruppe, als er 1986 die Wartung der CF-18-Kampfflugzeuge nach Québec verlegte, obwohl ein Unternehmen in Manitoba billiger war und besser bewertet wurde. Als er die Provinz Manitoba dazu aufrief, sich an die Verfassung zu halten und die Rechte der französischsprachigen Minderheit zu garantieren, erhielt er gar Morddrohungen.
In der Öffentlichkeit trat Mulroney für die Senkung des Haushaltsdefizits ein, doch entgegen seinen Wahlversprechen stieg die Staatsverschuldung auf ein Rekordniveau an. Da der von den Liberalen beherrschte Senat die Gesetzgebung verlangsamte, musste er in mehreren Fällen Kompromisse eingehen. Ein wichtiges Anliegen war für Mulroney die Privatisierung zahlreicher Staatsbetriebe. Von 61 Unternehmen, die der Staat 1984 besaß, wurden 23 verkauft. Die bedeutendsten waren Air Canada und Petro-Canada.
Ein wichtiges Projekt von Mulroneys Regierung war der Versuch, die Entfremdung der einzelnen Landesteile aufzuhalten. Québec war 1982 die einzige Provinz gewesen, welche die von Pierre Trudeau ausgehandelte neue kanadische Verfassung nicht unterzeichnet hatte. Mulroney wollte Québec mit einer neuen Vereinbarung wieder stärker einbinden. 1987 handelte er den Meech Lake Accord aus, ein Bündel von Verfassungsänderungen, mit denen die Forderungen Québecs auf Anerkennung als „sich unterscheidende Gesellschaft“ erfüllt und einige Kompetenzen an die Provinzen abgetreten werden sollten.
Mulroneys Regierung bekämpfte aktiv das Apartheid-Regime in Südafrika. Oft traf er mit oppositionellen Südafrikanern zusammen. Seine klare Haltung führte zu Uneinigkeit mit den Regierungen der USA und Großbritanniens, brachte ihm aber auch Respekt ein. Darüber hinaus war Joe Clark der erste Außenminister überhaupt, der ins marxistisch regierte Äthiopien reiste und medienwirksam auf die katastrophale Hungersnot aufmerksam machte. Die Regierung wandte sich entschieden gegen die US-Intervention in Nicaragua und nahm Flüchtlinge aus mehreren mittelamerikanischen Ländern auf, die von Militärmachthabern beherrscht wurden. Trotz dieser politischen Differenzen pflegte Mulroney ein enges freundschaftliches Verhältnis zu US-Präsident Ronald Reagan. Dies war von Vorteil für die Verhandlungen um das Kanadisch-Amerikanische Freihandelsabkommen, die im Januar 1988 abgeschlossen werden konnten.
Kritiker wiesen darauf hin, dass Mulroney vor der Wahl zum Parteivorsitzenden ein Freihandelsabkommen noch abgelehnt hatte. Das Abkommen war umstritten und der Senat forderte eine Neuwahl, bevor er darüber abstimmen würde. Während des Wahlkampfs war das Freihandelsabkommen das zentrale Thema; die Liberalen und die Neuen Demokraten lehnten es entschieden ab. Bei der Unterhauswahl am 21. November 1988 fielen die Progressiv-Konservativen zwar von 50 % auf 43 % der Stimmen zurück, erreichten aber dennoch die absolute Mehrheit der Sitze. Mulroney war somit der erste (und einzige) konservative Premierminister des 20. Jahrhunderts, der zweimal hintereinander eine Mehrheitsregierung bilden konnte. Er trat im neu gebildeten Wahlkreis Charlevoix an, da sein alter Wahlkreis Manicouagan bei einer Neueinteilung aufgelöst worden war.

### Zweite Amtszeit als Premierminister
1989 schlug Mulroney die Einführung einer nationalen Mehrwertsteuer vor, die Goods and Services Tax (GST). Sie sollte die bestehende Umsatzsteuer Manufacturers' Sales Tax (MST) ersetzen, die in Kanada produzierte Güter auf der Ebene des Großhandels besteuerte. Im Unterhaus zogen sich die Beratungen über neun Monate hin und der liberal dominierte Senat war nicht gewillt, der Steuer zuzustimmen. Am 27. September 1990 nutzte Mulroney den wenig bekannten Verfassungsartikel 26, der es ihm erlaubte, die kanadische Königin um die Ernennung von acht zusätzlichen Senatoren zu bitten und so die Senatsmehrheit knapp zu seinen Gunsten zu kippen. Die Steuer wurde schließlich am 1. Januar 1991 in Kraft gesetzt. Zwar beteuerte die Regierung, die GST sei eine Umlagerung und keine zusätzliche Steuer, doch stieß sie in der Bevölkerung auf einhellige Ablehnung. Viele nahmen es Mulroney übel, dass er seinen Willen mithilfe einer „Notfallklausel“ in der Verfassung durchgesetzt hatte.
Ebenfalls 1990 scheiterten der Meech Lake Accord und die damit verbundene Verfassungsreform. Die Vereinbarung war von den Regierungen der Provinzen Manitoba und Neufundland nicht vor dem vereinbarten Termin ratifiziert worden. Das Scheitern führte zu einem Wiedererwachen des Nationalismus in Québec; Umweltminister Lucien Bouchard und weitere Abgeordnete traten unter Protest aus der Progressiv-konservativen Partei aus und gründeten den separatistischen Bloc Québécois. Bei Nachwahlen gewann die Reformpartei, eine populistische Protestpartei im Westen, Sitze auf Kosten der Regierungspartei. 1991 und 1992 fanden in Charlottetown weitere Verhandlungen statt. Aus diesen resultierte der Charlottetown Accord, der weitreichende Verfassungsänderungen vorsah. Doch die Vereinbarung wurde am 26. Oktober 1992 in einem landesweiten Referendum abgelehnt, mit einem Neinstimmen-Anteil von 54,3 %.

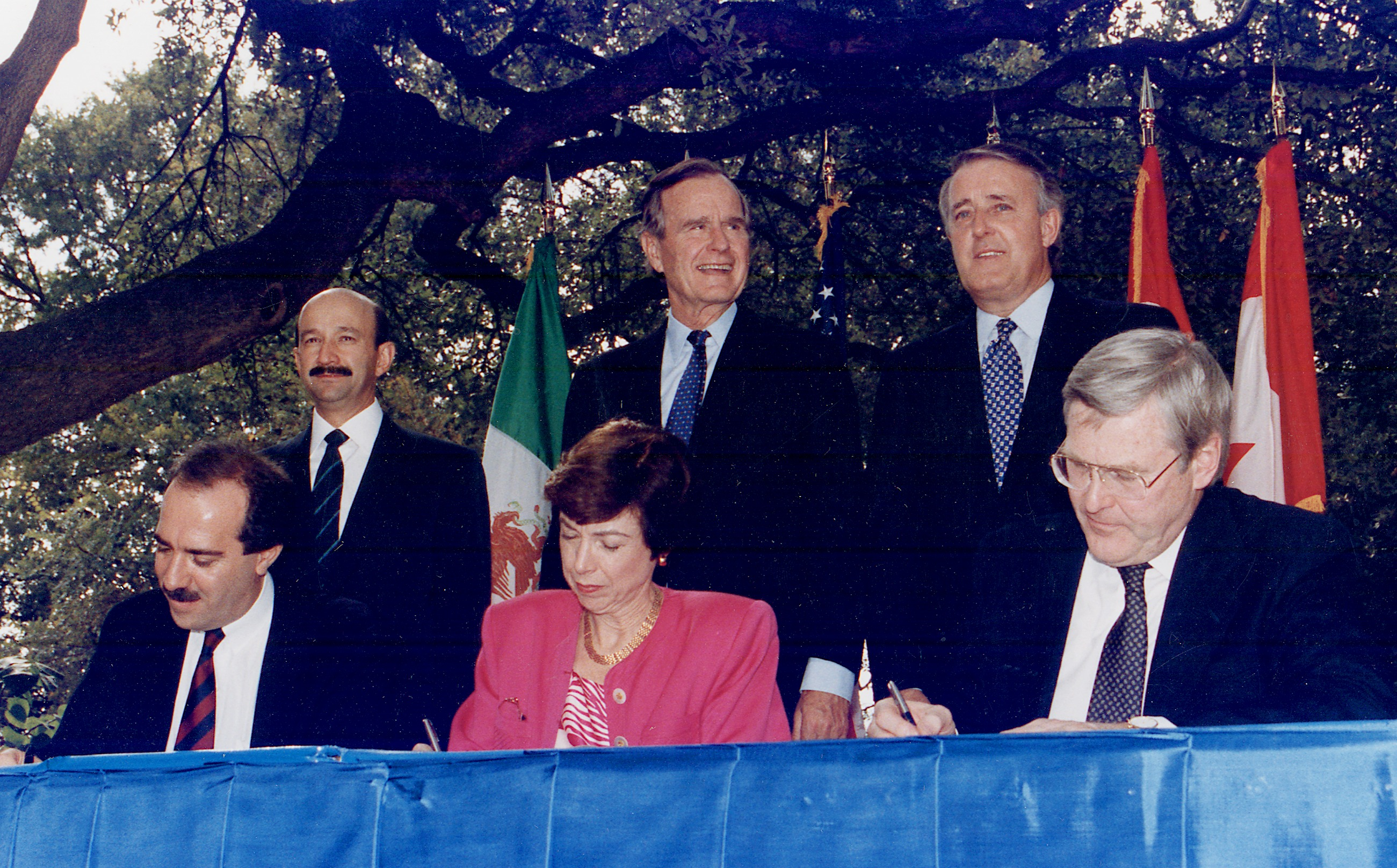
Unterzeichnung des NAFTA-Vertrags; hinten v.l.: Carlos Salinas de Gortari, George H. W. Bush, Brian Mulroney

Mehr Erfolg hatte Mulroney auf internationaler Ebene. Nachdem die USA und Mexiko Verhandlungen über ein Freihandelsabkommen aufgenommen hatten, befürchtete Kanada Nachteile beim eigenen Abkommen und forderte die Miteinbeziehung in die Gespräche. Am 5. Februar 1991 einigten sich die drei Länder darauf, multilaterale Verhandlungen zu führen. Am 7. Oktober 1992 wurde die Vereinbarung zur Einführung der Nordamerikanischen Freihandelsabkommens unterzeichnet, die 1994 in Kraft treten würde. Anders als noch 1988 sperrten sich die Liberalen nicht mehr gegen den Freihandel. Ein weiterer Schwerpunkt der Außenpolitik war der Umweltschutz: Kanada war der erste Industriestaat, der die Biodiversitätskonvention und die Klimarahmenkonvention der Vereinten Nationen ratifizierte.
Die weit verbreitete Ablehnung der Goods and Services Tax in der Bevölkerung, eine schwere Rezession, das allmähliche Auseinanderbrechen der Progressiv-Konservativen Partei, die zunehmende Staatsverschuldung und das Scheitern der Verfassungsreformen führten zu immer schlechteren Umfragewerten. Eine 1992 von Gallup durchgeführte Umfrage ergab lediglich eine Zustimmung von 11 %, womit Mulroney der unbeliebteste kanadische Premierminister seit der Einführung von Meinungsumfragen in den 1940er Jahren war. Als Mulroney im Februar 1993 seinen bevorstehenden Rücktritt bekanntgab, lag die Zustimmung bei 23 %.

### Unstimmigkeiten und Rücktritt
Am 25. Juni 1993 gab Mulroney das Amt des Regierungschefs an Verteidigungsministerin Kim Campbell ab und zog sich aus der Politik zurück. Während seiner letzten Wochen im Amt fällte er verschiedene Entscheidungen, die einen Schatten auf den Wahlkampf seiner Partei werfen sollten. Er unternahm im Ausland eine weitgehend mit Steuergeldern finanzierte „Abschiedstour“, ohne dabei offizielle Regierungsgeschäfte zu behandeln. Nachdem Kim Campbell vereidigt worden war, zog er auch nicht sofort aus 24 Sussex Drive, der offiziellen Residenz des Premierministers, aus. Stattdessen lebte seine Familie mehrere Monate weiter dort, da ihr neues Domizil in Montreal noch renoviert wurde. Campbell musste sich mit Harrington Lake begnügen, dem Sommersitz des Premierministers. Die Unterhauswahl am 25. Oktober 1993 erwies sich für Mulroneys Partei als totales Desaster. Sie verlor 149 Sitze und konnte nur noch gerade zwei halten. Dies war die größte Wahlniederlage in der Geschichte Kanadas, die eine Partei jemals hinnehmen musste.

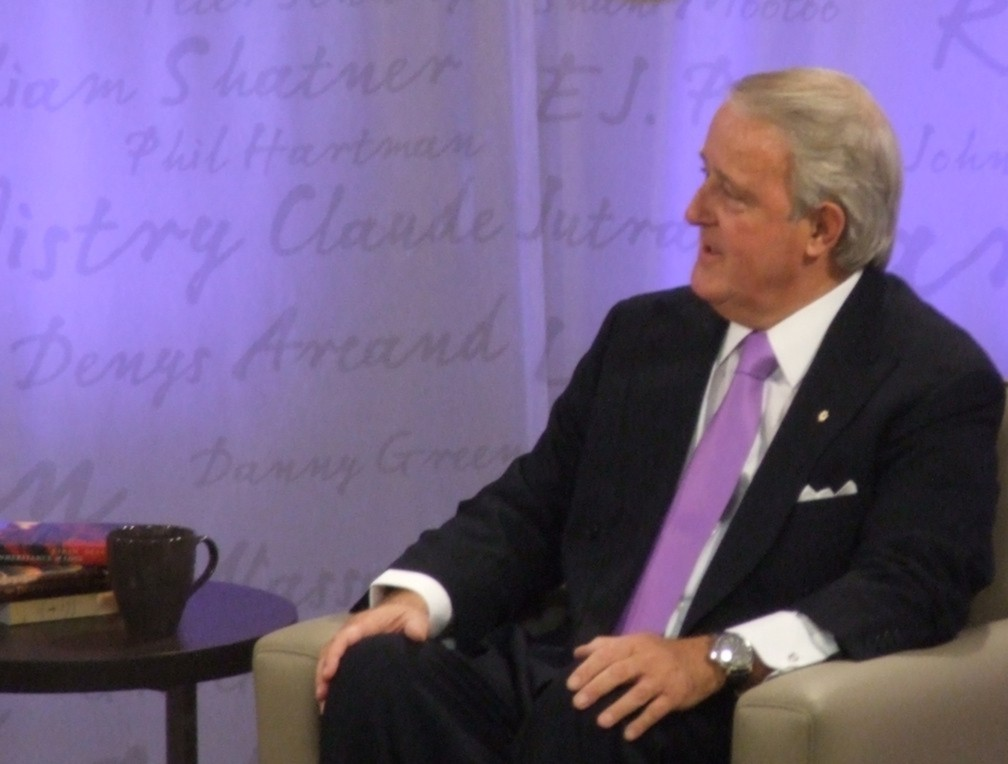
Brian Mulroney in einem Fernsehinterview (2007)

1997 gewann Mulroney eine Verleumdungsklage, die er zwei Jahre zuvor im Zuge der Airbus-Affäre gegen die kanadische Regierung erhoben hatte. Er erhielt eine formelle Entschuldigung und eine Aufwandsentschädigung von 2,1 Millionen Dollar. Mulroney war beschuldigt worden, im Jahr 1988 Bestechungsgelder angenommen zu haben. Als Gegenleistung habe die staatliche Fluggesellschaft Air Canada beim europäischen Airbus-Konsortium 34 Flugzeuge der Typen A330 und A340 bestellt und ein Angebot von Boeing ausgeschlagen. Da die Untersuchungsbehörden nichts Konkretes nachweisen konnten, wurden die Ermittlungen ergebnislos eingestellt.
Zehn Jahre nach seinem Rücktritt wurde bekannt, dass Mulroney einen hohen Geldbetrag in bar erhalten hatte – von Karlheinz Schreiber, einem deutsch-kanadischen Geschäftsmann, der als Mittelsmann für Airbus und andere Unternehmen tätig gewesen war. Am 24. März 2007 brachte Schreiber, der sich zu diesem Zeitpunkt wegen Verstrickungen in der CDU-Spendenaffäre in einem Auslieferungsverfahren befand, beim Obersten Gericht der Provinz Ontario eine Klage wegen Vertragsbruchs ein. Er behauptete, Mulroney habe ihm 1993/94 versprochen, gegen Zahlung von 300.000 Dollar finanzielle und politische Hilfe beim Bau einer Transportpanzerfabrik in Québec zu leisten. Mulroney soll diese Hilfe aber nicht gewährt haben.
Schreibers Anwalt reichte am 5. November 2007 beim Obersten Gericht Ontarios eine Erklärung ein. Diese enthielt einige Vorwürfe, unter anderem den, dass Mulroney noch im Amt war, als der Vertrag geschlossen wurde, und dass der amtierende konservative Premierminister Stephen Harper durch Mulroney einen Brief von Schreiber erhalten haben soll. Diese Äußerungen sorgten für großen Wirbel in den Medien. Acht Tage später setzte Harper eine unabhängige Untersuchungskommission ein. Mulroney musste am 13. Dezember vor dem Ethikkomitee des Unterhauses aussagen und gab zu, 225.000 Dollar angenommen zu haben. Er beteuerte aber, das Geld stamme aus Schreibers privaten Geschäften und stünde nicht mit den Flugzeugbestellungen bei Airbus in Zusammenhang. Außerdem seien die Zahlungen erst nach seinem Rücktritt erfolgt.

### Nach dem Rücktritt
Seit seinem Rücktritt als Premierminister war Mulroney international als Unternehmensberater tätig. Er gehörte den Aufsichtsräten mehrerer Konzerne an, darunter Barrick Gold, Quebecor und Archer Daniels Midland. Darüber hinaus beriet er diverse weitere Unternehmen und war weiterhin Partner der Anwaltskanzlei Ogilvy Renault. Er war Senior Counselor bei Hicks, Muse, Tate & Furst, einem globalen Private-Equity-Fonds in Dallas und Vorsitzender von Forbes Global in New York.
Im Jahr 2019 weihte die Saint Francis Xavier University in Nova Scotia das Brian-Mulroney-Institute of Government ein, eine 100-Millionen-Dollar-Initiative, die Undergraduates einen Abschluss in Public Policy und Governance ermöglichen soll.
Mulroney starb am 29. Februar 2024 im Alter von 84 Jahren in Palm Beach.

## Nachwirkung
Bis heute ist die Bewertung der Amtszeit Mulroneys sehr umstritten. Sein Wirken wird vor allem mit dem Kanadisch-Amerikanischen Freihandelsabkommen von 1988 und der nationalen Mehrwertsteuer Goods and Services Tax (GST) in Verbindung gebracht, aber auch mit den gescheiterten Verfassungsreformen und dem Wahldebakel von 1993. Mulroney selbst legte Wert auf die Feststellung, dass seine damals radikal wirkenden Maßnahmen im Wirtschaftsbereich und beim Freihandel von nachfolgenden Regierungen nicht zurückgesetzt wurden und betrachtete dies als Rechtfertigung seiner Amtsführung. Als die Liberalen unter Jean Chrétien wieder die Regierung stellten, ratifizierten sie trotz ihrer früheren vehementen Opposition das Nordamerikanische Freihandelsabkommen mit nur geringfügigen Änderungen.
Die GST erweist sich bis heute als sehr unbeliebt, obwohl sie nur eine bisherige Steuer ersetzte. Doch da Mulroney eine selten genutzte Verfassungsklausel angewendet hatte, um sie überhaupt erst durchsetzen zu können, fühlten sich viele Politiker und große Teile der Bevölkerung übergangen. Die nachfolgende liberale Regierung hatte zwar 1993 versprochen, die GST abzuschaffen, tat dies dann aber doch nicht, woraufhin zwei Minister unter Protest zurücktraten. Mulroneys große Unbeliebtheit während seiner zweiten Amtszeit – zeitweise lag die Zustimmung unter 10 % – hatte zur Folge, dass viele konservative Politiker sich während Jahren von ihm distanzierten.
Der sozialkonservative Flügel seiner Partei kritisierte Mulroneys liberale Position in gesellschaftlichen Fragen. Dies betraf insbesondere seine Ablehnung der Todesstrafe und ein versuchter Kompromiss in der Frage der Abtreibung. Der Wirtschaftsflügel wiederum kritisierte ihn wegen diverser Steuererhöhungen und dem gescheiterten Versuch, die Staatsausgaben zu drosseln. Indem Mulroney ein sehr breites Spektrum abdeckte, machte er zwar seine Partei zunächst für viele wählbar, doch führte er dadurch auch deren Zersplitterung herbei. Bei der Unterhauswahl 1993 lief die Wählerschaft der Progressiv-konservativen Partei in Westkanada fast geschlossen zur Reformpartei über. Erst zehn Jahre später schlossen sich die konservativen Kräfte wieder zusammen, als die Konservative Partei Kanadas gegründet wurde.
In den Jahren nach dem Rücktritt versuchten Mulroneys Anhänger, seinen angeschlagenen Ruf wiederherzustellen, was teilweise auch gelang. Doch seit den Enthüllungen von Karlheinz Schreiber und dem Eingeständnis vor dem Ethikkomitee sehen viele Kanadier ihre Einschätzung bestätigt und Mulroney bleibt weiterhin einer der unbeliebtesten und umstrittensten Politiker des Landes. Am 10. September 2007 veröffentlichte er seine Autobiografie Memoirs 1939–1993. Das über 1100-seitige Werk sorgte für Aufsehen, da er darin seinen politischen Rivalen Pierre Trudeau scharf angreift und die Geschäftsbeziehung mit Karlheinz Schreiber mit keinem Wort erwähnt.